# Парфёнова, Надежда Михайловна
Надежда Михайловна Парфёнова — советский хозяйственный, государственный и политический деятель.

## Биография
Родилась в 1907 году. Член КПСС .
С 1929 года — на хозяйственной, общественной и политической работе. В 1929—1983 гг. — учитель, заведующий учебной части, директор школы, заведующая районного отдела народного образования, начальник Главного управления школ НКП РСФСР, заместитель председателя Антифашистского комитета советских женщин, главный редактор «Учительской газеты».
Умерла в Москве в 1997 году.